# Gerónimo Tomasetti
Gerónimo Nehuén Tomasetti (Oncativo, 12 maggio 2000) è un calciatore argentino, centrocampista del Ferro Carril Oeste in prestito dal Belgrano.

## Caratteristiche tecniche
È un centrocampista offensivo.

## Carriera
Tomasetti è cresciuto nel settore giovanile del Belgrano con cui ha firmato il primo contratto professionistico il 27 maggio 2019. Ha debuttato in prima squadra il 17 agosto dello stesso anno contro il San Martín (SJ) in Primera B Nacional. Nel 2022 ha vinto il campionato e conquistato con il club la promozione in Primera División, dove ha esordito il 29 gennaio 2023 contro il Racing Club.
Il 2 luglio 2023 è stato ceduto in prestito all'All Boys, club con il quale ha segnato il suo primo gol da professionista il due settimane più tardi contro l'Agropecuario. Rientrato al Belgrano, il 25 gennaio 2024 è stato nuovamente ceduto in prestito in seconda divisione, al Ferro Carril Oeste.

## Statistiche

### Presenze e reti nei club
Statistiche aggiornate al 4 aprile 2024.
| Stagione        | Squadra            | Campionato      | Campionato | Campionato | Coppe nazionali | Coppe nazionali | Coppe nazionali | Coppe continentali | Coppe continentali | Coppe continentali | Altre coppe | Altre coppe | Altre coppe | Totale | Totale | Totale |
| Stagione        | Squadra            | Comp            | Pres       | Reti       | Comp            | Pres            | Reti            | Comp               | Pres               | Reti               | Comp        | Pres        | Reti        | Pres   | Reti   |        |
| --------------- | ------------------ | --------------- | ---------- | ---------- | --------------- | --------------- | --------------- | ------------------ | ------------------ | ------------------ | ----------- | ----------- | ----------- | ------ | ------ | ------ |
| 2020            | Belgrano           | PBN             | 2          | 0          | CA              | 0               | 0               |                    | -                  | -                  |             | -           | -           | 2      | 0      |        |
| 2021            | Belgrano           | PBN             | 16         | 0          |                 | -               | -               |                    | -                  | -                  |             | -           | -           | 16     | 0      |        |
| 2022            | Belgrano           | PBN             | 6          | 0          | CA              | 3               | 0               |                    | -                  | -                  |             | -           | -           | 9      | 0      |        |
| 2023            | Belgrano           | PD              | 5          | 0          | CA+CdL          | 1+0             | 0               |                    | -                  | -                  |             | -           | -           | 6      | 0      |        |
| 2023            | All Boys           | PBN             | 11         | 1          | CA              | 1               | 0               |                    | -                  | -                  |             | -           | -           | 12     | 1      |        |
| 2024            | Ferro Carril Oeste | PBN             | 7          | 1          | CA              | 0               | 0               |                    | -                  | -                  |             | -           | -           | 7      | 1      |        |
| Totale carriera | Totale carriera    | Totale carriera | 47         | 2          |                 | 5               | 0               |                    | -                  | -                  |             | -           | -           | 52     | 2      |        |

## Palmarès

### Club

#### Competizioni nazionali
- Primera B Nacional: 1

Belgrano: 2022